# Marie Seurat
Pour les articles homonymes, voir Seurat.
Marie Seurat, née le 26 janvier 1949 à Alep, est une romancière syrienne.

## Biographie
Marie Maamar Bachi est née en 1949 à Alep d'un père agriculteur et d'une mère issue d'une grande famille alépine. À partir de 1965 elle étudie les arts graphiques à Oxford puis elle s'installe aux États-Unis. En 1973 elle rencontre Michel Seurat à Beyrouth. Elle épouse ce sociologue et chercheur du CNRS qui est enlevé le 22 mai 1985 à Beyrouth par l'Organisation du Jihad islamique. La mort de son mari est annoncée le 5 mars 1986. Fin mars 1986 elle écrit le livre Les Corbeaux d'Alep, où elle dénonce l'hypocrisie des politiques. Elle demande durant plusieurs années la restitution du corps de Michel Seurat.

## Publications
- Les Corbeaux d'Alep, Collection Folio, Gallimard, 1988, 253 p.  (ISBN 2-07-038167-6)[3]
- Un si proche Orient[1]
- Une étoile filante, le destin brisé d'Asmahane[1]
- Mon royaume de vent, souvenirs de Hester Stanhope[1]